# Instrumentalkonzert

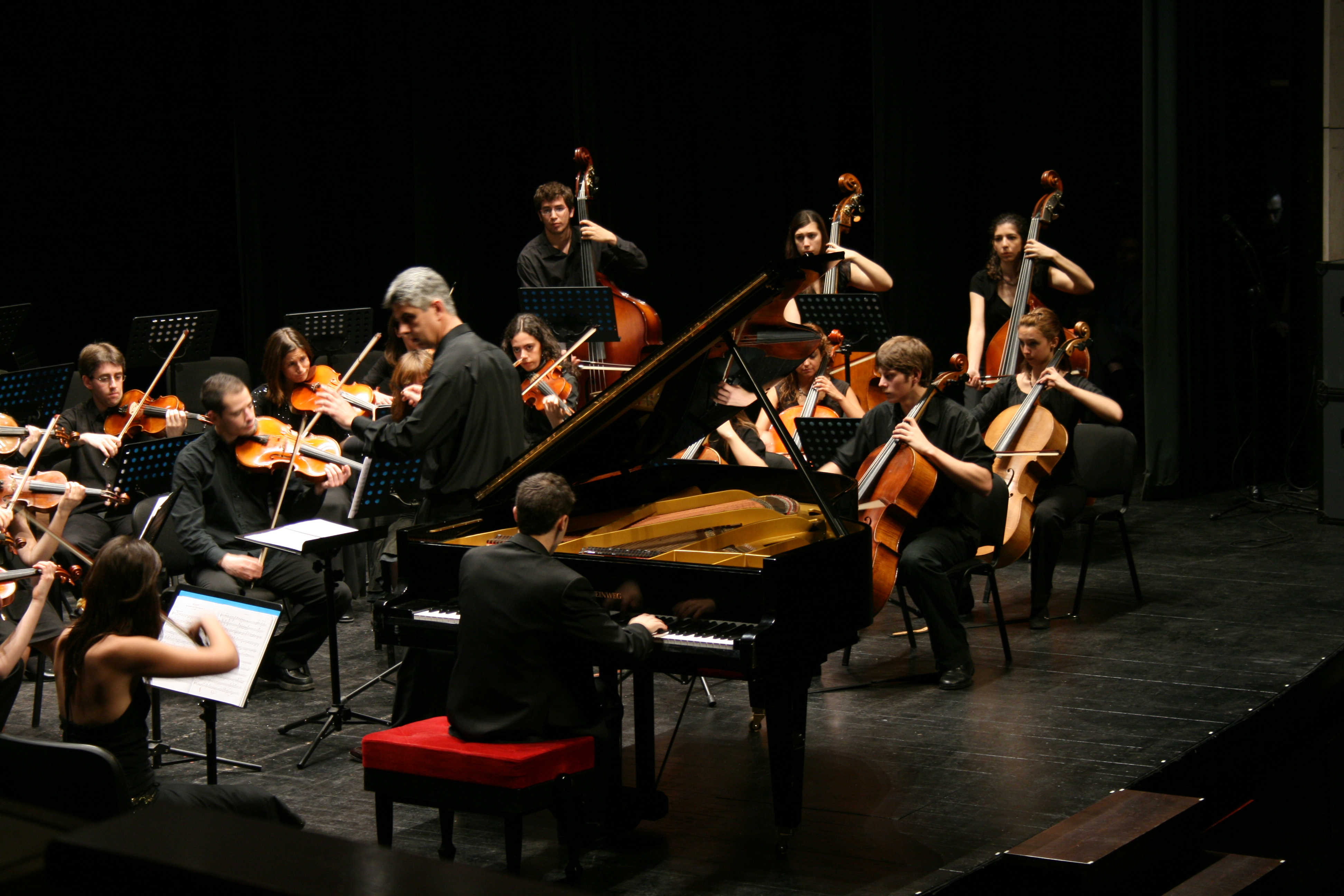
Klavierkonzert mit dem Orchester des Conservatorio Superior de Música de Badajoz.

Das Instrumentalkonzert (allgemein genannt Konzert. Italienisch: Concerto) entstand in der Barockzeit als formale Gegenüberstellung von Soloinstrument(en) und Ensemble bzw. Orchester in abwechselndem künstlerischem Zusammenspiel von Tutti (alle) und Solo.

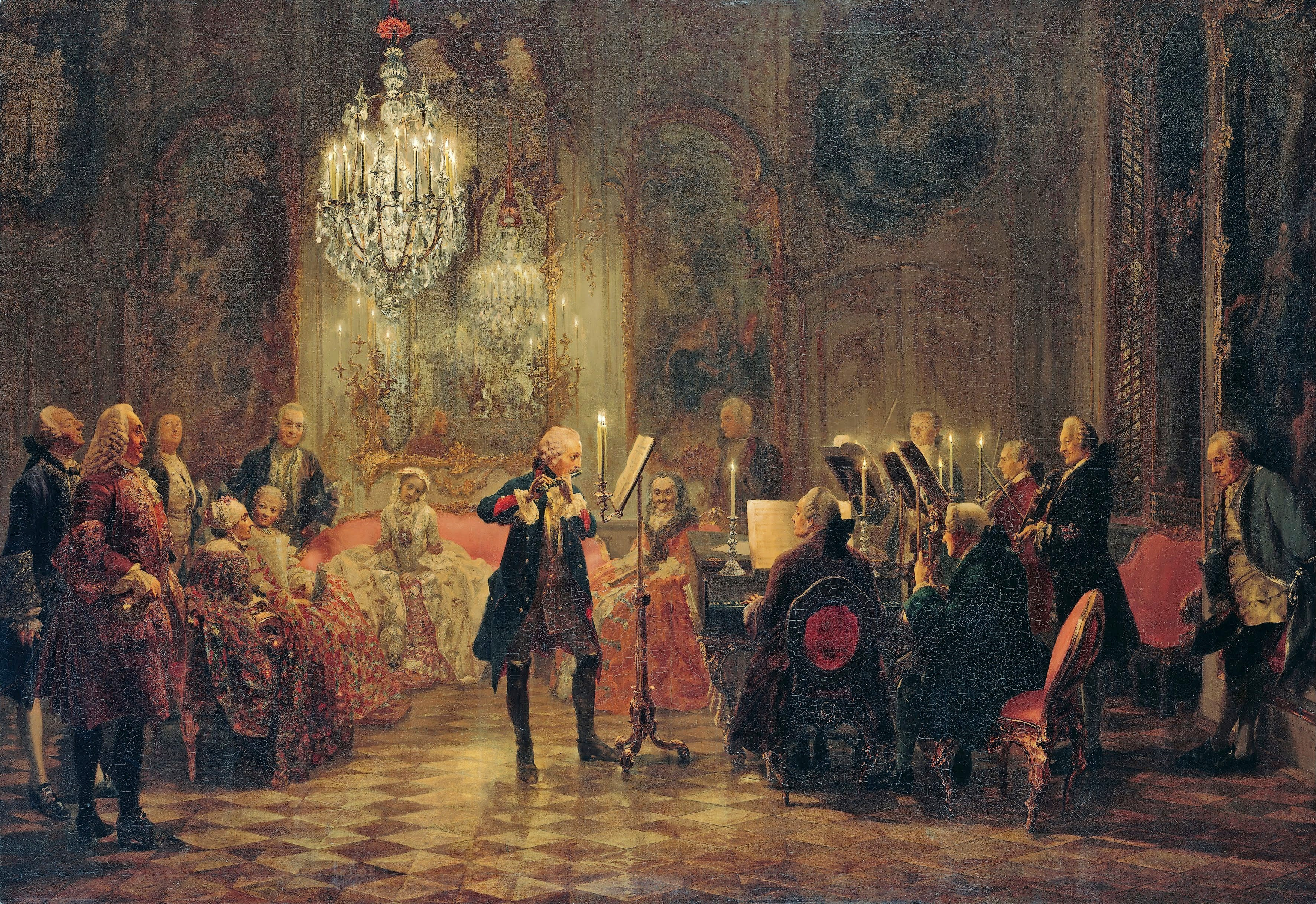
Adolph Menzel: Flötenkonzert mit Friedrich dem Großen als Solisten. Die begleitenden Streicher sind einfach besetzt, das (barocke) Continuo (Bassstimme) besteht aus Cembalo und Violoncello; in dieser Ausführung (um 1750) auch „Concerto a cinque“ (fünfstimmiges Konzert) genannt.

## Entwicklung
Das Instrumentalkonzert (vereinfacht „Konzert“) entwickelte sich seit dem 17. Jahrhundert zum satztechnischen Prinzip des Zusammenwirkens von explizit instrumentalen Einzelstimme(n) und instrumentaler Stimmgruppe (solo – tutti). Ihr Verhältnis zueinander wandelte sich im Laufe der Zeit. Ursprünglich wurden mit dem variablen Terminus „concertare“ das Musizieren von sowohl Vokalstimmen als auch Instrumentalstimmen unter sich oder gemeinsam bezeichnet.

„Die Concerten haben ihren Ursprung von den Italiaenern.“

Dies schrieb Johann Joachim Quantz 1752 über die Concerte in seinem Versuch einer Anweisung die Flöte traversière zu spielen. Unter dem Begriff Concerto war zur Zeit Quantzens das Instrumentalkonzert zum Inbegriff des Konzertierens geworden.

### Wurzeln des Konzertierens
Die Wurzeln des Begriffs concertare (zusammenwirken oder wettstreiten, beide Ausdrücke werden abwechselnd gebraucht) liegen in der italienischen Mehrchörigkeit des 16. Jahrhunderts. Andrea Gabrieli, Giovanni Gabrieli und Lodovico Grossi da Viadana benannten mit Concert das Zusammenklingen sowohl gesungener als auch instrumentaler Gruppen, ohne explizite Betonung von Solo. Auch die sogenannten geistlichen Konzerte (z. B. bei Heinrich Schütz) waren mit unterschiedlichen vokalen und instrumentalen Besetzungen und Satzfolgen sehr weit gefasst.
Bis ins 17. Jahrhundert wurden Musikstücke selten für festgelegte Stimmen/Instrumente komponiert. Oft wurden nur die menschlichen Stimmlagen Sopran, Alt, Tenor und Bass notiert; die Wahl der Instrumente blieb den ausführenden Musikern überlassen und wurde variablen Gegebenheiten angepasst.
Nachdem sich das vierstimmige barocke Streichorchester in Italien zum Standard-Ensemble für weltliche Musik (z. B. Oper) und Kirchenmusik gebildet hatte, ergaben sich neue klangliche und spieltechnische Möglichkeiten. In den oft mit Laien besetzten Orchestern übernahmen die Berufsmusiker an den ersten Pulten die schwierigeren Stellen („um größere Verwirrung zu vermeiden“, so Giuseppe Torelli im Vorwort zu seinem op. 8), hieraus entstanden das Concerto grosso mit mehreren Instrumentalsolisten sowie das „moderne“ Solo-Instrumentalkonzert. Dieses eignete sich zu artistischen Darbietungen reisender Virtuosen, die in der „Cammer“ der Adelshäuser mit deren Ensembles – einfach oder chorisch besetzt – auftraten (Kammermusik). Damit war das Solo-Instrumentalkonzert geschaffen.
Auf die Kammer folgte seit dem späten 18. Jahrhundert der bürgerliche Konzertsaal, der diese Kunstform populär machte. Insbesondere das Violinkonzert und ab der zweiten Hälfte des 18. Jh. das Klavierkonzert wurden zu beliebten Darbietungsformen für namhafte Solisten.

## Barock
Während für das nun rein instrumentale Concerto grosso ein oft relativ kleingliedriges Wechselspiel zwischen Concertino (den solistischen Spielern) und Ripieno (dem gesamten Ensemble) charakteristisch ist, folgen die ersten Solo-Instrumentalkonzerte dem Vorbild der Opernarie mit einem Wechsel von Orchester-Ritornellen und nur vom Continuo begleiteten Solopassagen, z. B. bei Giuseppe Torelli. Das Wort Concerto bzw. Konzert bürgerte sich für das Instrumentalkonzert fest ein.
Antonio Vivaldi entwickelte diese Konzertform in den Ecksätzen seiner Konzerte weiter; das Ritornell wiederholte sich nicht starr in der Tonart der Tonika, sondern variierte harmonisch und im Umfang, auch das Orchester konnte die Begleitung von Soloteilen übernehmen. Zwischen zwei Ecksätzen in raschem Tempo wurde ein langsamer, sanglicher Satz mit sparsamer Begleitung platziert. Als einer der besten Violinisten seiner Zeit schrieb er die Solopartien seiner Violinkonzerte meist höchst virtuos (Spiel bis in die 12. Lage, Bariolage, extreme Streckung der linken Hand), damit kontrastieren sie mit den deutlich einfacheren Orchesterstimmen. Von Vivaldi sind insgesamt 477 Konzerte erhalten, davon allein 228 für Violine, viele auch für zwei und mehr Soloinstrumente. Die von ihm standardisierte dreisätzige Anlage Schnell – Langsam – Schnell blieb bis ins 20. Jahrhundert die Grundform des Solokonzerts. 
Johann Sebastian Bach kopierte eigenhändig u. a. Vivaldi-Konzerte und bearbeitete sie für Tasteninstrumente (Orgel, Cembalo), sowohl mit als auch ohne Orchesterbegleitung, letztere Concerti für Tasteninstrument allein ohne Begleitung sind eine Sonderform des Concerto. Berühmt wurde Bachs Italienisches Konzert (Druck 1735) für Cembalo allein mit zwei Manualen, an denen Tutti und Solo ohne zusätzliches Orchester dargestellt werden. Seine reiferen Werke weichen von Vivaldis Machart deutlich ab: Die Solo- und Orchesterstimmen werden kontrapunktisch verwoben; im Kopfsatz des Violinkonzerts E-Dur BWV 1042 tritt das Solo stellenweise mit typischen Begleitfiguren hinter die Tutti-Violinen zurück. Kompositorische und satztechnische Kunstfertigkeit ist wichtiger als virtuose Wirkung. Neben den beiden erhalten gebliebenen Violinkonzerten BWV 1041 und 1042 und dem Doppelkonzert für zwei Violinen BWV 1043 schrieb Bach Konzerte für ein bis vier Cembali. Seine sechs Brandenburgischen Konzerte „Six Concerts Avec plusieurs Instruments“ enthalten Elemente von sowohl Concerto grosso als auch Solokonzert.
Von Georg Friedrich Händel stammen zwei Serien von je sechs Orgelkonzerten (op. 4 und op. 7), die als Zwischenaktmusiken in seinen Oratorienaufführungen oder im öffentlichen Londoner Park gespielt wurden.
In Frankreich bezeichnet die Form Concert ein Ensemble aus wenigen Einzelinstrumenten bei Francois Couperins Concerts royaux (1722), ebenso bei den Pièces de Clavessin en concerts von Jean-Philippe Rameau (1741), die das Cembalo solistisch besonders hervortreten lassen.

## Klassik
Mit dem Aufkommen der bürgerlichen Konzertkultur in der zweiten Hälfte des 18. Jahrhunderts stieg der Bedarf an stets neuen Attraktionen für eine breite Hörerschicht. Er wurde gerade durch Solokonzerte in besonderer Weise befriedigt. Die Tartinischülerin Maddalena Laura Lombardini Sirmen (1745–1818), Absolventin des Ospedale dei Mendicanti in Venedig, zum Beispiel unternahm als erste (weibliche) Geigenvirtuosin Konzert-Tourneen durch Europa (Turin, Paris, London, Dresden u. a.). Ihre sechs Konzerte op. 3 wurden 1772/3 in Amsterdam gedruckt und ein Jahr später von Tommaso Giordani für Cembalo übertragen, was für deren Beliebtheit spricht.
Neben dem musikalischen Gehalt der Komposition trat immer mehr die Persönlichkeit der Ausführenden in den Vordergrund. Bereits die Barockkomponisten Vivaldi, Bach und Händel waren bei ihren Zeitgenossen als Virtuosen mindestens ebenso bekannt wie als Komponisten. Für die klassischen Komponisten Mozart und Beethoven gilt das in besonderer Weise.
Formal entwickelt sich das klassische Solokonzert parallel zur Sinfonie, von der es zahlreiche Merkmale übernimmt. Im schnellen Kopfsatz – meist in Sonatensatzform angelegt – stellt üblicherweise das Orchester das erste Thema vor, bevor das Soloinstrument mit einer Variante oder einem eigenen Thema einsteigt. Der zweite Satz in langsamerem Tempo, oft in Liedform, gibt dem Solisten Gelegenheit, Tonschönheit und lyrische Qualitäten zu demonstrieren, während im Finalsatz wieder schnelleres Tempo und Virtuosität vorherrschen. Ähnlich wie in der Sinfonie ist der letzte Satz meist in Sonaten- oder Rondoform oder in einer Kombination aus beiden gehalten. Ein neues kompositorisches Element im klassischen Konzert ist die Solokadenz, in der der Solist unbegleitet sein technisches Können und ursprünglich auch sein Talent zur Improvisation vorstellen konnte.
Bevorzugte Solokonzerte der klassischen Periode waren das Violinkonzert und das Klavierkonzert (z. B. Mozart, Beethoven). Bestand das begleitende Orchester im Barock üblicherweise nur aus Streichern und Continuo, wird es in der Klassik durch Bläser erweitert, anfangs meist je zwei Oboen und Hörner, später bis zum vollen Sinfonieorchester. Auch Umfang und musikalischer Gehalt der Kompositionen steigen; während ein Vivaldi’sches Violinkonzert selten mehr als zehn Minuten dauert und in erster Linie der anspruchsvollen Unterhaltung dient, benötigt Beethovens Violinkonzert, eines der größten Meisterwerke „absoluter“ Musik, eine Aufführungsdauer von rund 40 Minuten.

## Romantik
Mit der Weiterentwicklung instrumentaler Virtuosität durch den Geiger und Komponisten Niccolo Paganini (1782–1840) ging ein exzentrischer Solist in die Musikgeschichte ein. Dessen an die Grenzen der Violine gehende Virtuosität übertrug Franz Liszt auf das Klavier, den heutigen Konzertflügel. Gleichzeitig nimmt das Klavierkonzert an Intensität und Umfang (Liszt, Tschaikowsky, Rachmaninov, Reger) bis zur Viersätzigkeit zu (Johannes Brahms). Ferruccio Busoni bezieht sogar einen Männerchor in die Komposition seines Klavierkonzertes op. 39 ein. Umgekehrt können im romantischen Konzert die Sätze zur Einsätzigkeit verschmelzen: Schon 1841 schrieb Robert Schumann eine einsätzige Phantasie für Klavier und Orchester, die im selben Jahr von seiner Frau Clara Schumann uraufgeführt wurde. Als kein Verleger das Werk drucken wollte, entstanden erst danach die beiden weiteren Sätze seines Klavierkonzertes op. 54 (vollendet fünf Jahre später).

## Neue Musik
Dass auch die Neue Musik Konzerte in traditioneller Form des Prinzips Solo gegen (oder mit) Orchester verfolgen kann, zeigt beispielsweise Sofia Gubaidulina (geboren 1931) in einem Violinkonzert, desgleichen mit ihrem Konzert für Viola und Orchester.
Andererseits stehen die Instrumentalkonzerte in der Neuen Musik an Variantenreichtum dem Barock nicht nach. Hier wird mit stark erweiterten Möglichkeiten der Instrumente und der Formen in experimenteller Weise umgegangen. Bereits die „Zweite Wiener Schule“ um Arnold Schönberg verwendete zwölftönige und serielle Kompositionsweisen bei ihren Konzerten, z. B. A. Schönberg, Anton Webern (→ Konzert für neun Instrumente op. 24), Alban Berg.
Seit Paul Hindemiths Konzert für Orchester aus dem Jahr 1925 haben viele Komponisten unter demselben Titel Konzerte komponiert, die ohne „Soloinstrumente“ auskommen im Sinne des „Zusammenwirkens“, aber die Orchesterinstrumente verstärkt solistisch-virtuos behandeln, so u. a. Witold Lutosławski und Béla Bartók, Letzterer in seinem Konzert für Orchester, das er neben seinen Violin- und Klavierkonzerten (so ihre „normalen“ Titel) in der ersten Hälfte des 20. Jahrhunderts schuf. Als modernstes Beispiel für instrumentale Konzerte seien hier Helmut Lachenmanns Concertini für Ensemble von 2005 genannt. In neuester Zeit knüpfte Caspar René Hirschfeld mit seinem Doppelkonzert „Wandlungen V“ für Violine und Cello mit moderner Tonsprache unverkennbar an die klassisch-romantische Tradition der Form an. Das Konzert wurde 2005 zum Festakt anlässlich der Verleihung des Kaiser Otto – Preises an Bundespräsident a. D. Richard von Weizsäcker im Dom zu Magdeburg uraufgeführt.

## Seltenes und Ausgefallenes in Barock und Moderne
Bereits im Barock schrieb Antonio Vivaldi eine Reihe Solokonzerte für „seltene“ Instrumente wie die Viola d’amore, Fagott, Chalumeau oder Mandoline. Besonders experimentierfreudig ist Johann Georg Albrechtsbergers Doppelkonzert für Maultrommel, Mandora und Streichorchester. Auch im Rahmen der Neuen Musik entstehen originelle  Varianten in der Besetzung: Igor Stravinskys Ebony Concerto für Klarinette und Jazz-Bigband 1945 und Elliott Carters Doppelkonzert für Klavier, Cembalo und zwei Kammerorchester, das mit der Gegenüberstellung der Soloinstrumente an Philipp Emanuel Bachs Konzert für Hammerklavier und Cembalo erinnert.
Andere moderne Komponisten haben „Soloinstrumenten“-Konzerte für Musikinstrumente geschrieben, die normalerweise nicht zu einem traditionellen Orchesterensemble gehören. Zu dieser Gruppe gehört das „Concerto for Free Bass Accordion“, das 1967 von (John Serry) für das Solo-Klavierakkordeon (Melodiebass) komponiert wurde.

## Allgemeiner Aufbau
Ein instrumentales Konzert besteht in der Regel aus mehreren Sätzen. Seit Antonio Vivaldi hat das Concerto (wie  auch Sinfonie und Sonate) im Allgemeinen drei Sätze (schnell, langsam, schnell). Dabei stehen die Ecksätze in Ritornellform und der Mittelsatz ist gesanglich angelegt. Nach Ende des Barock festigt sich die sogenannte Sonatensatzform für den Kopfsatz. Wegbereiter für die Entwicklung der klassischen Konzertform ist Carl Philipp Emanuel Bach. In der Romantik entstanden zunehmend Konzerte ohne feste Satzbindung oder Bezeichnung. Es entsteht auch das einsätzige Konzertstück (→ Carl Maria von Weber Konzertstück f-Moll für Klavier und Orchester). Umgekehrt kann, z. B. bei Johannes Brahms Klavierkonzert B-Dur, ein vierter Satz (Scherzo) hinzutreten.

## Doppelkonzert und weitere Konzertformen
Recht häufig gibt es Konzerte für zwei Soloinstrumente mit Begleitung des Orchesters. Sie werden als „Doppelkonzert“ bezeichnet, bei dem zwei Solisten dem Orchester gegenüberstehen und dabei sowohl miteinander als auch mit dem Orchester dialogisieren, wie bei Johann Sebastian Bachs Konzert d-Moll, BWV 1043.
Beim Tripelkonzert (→ Johann Sebastian Bachs Tripelkonzert für Violine, Flöte und Cembalo mit Streichorchester) sind es drei Solisten. Dieses und weitere Gruppenkonzerte, z. B. das „Quadrupelkonzert“, ein musikalisches Werk mit vier Protagonisten, dessen Begriff dem der Quadrupelfuge ähnelt, gab es besonders im Barock (z. B. Konzert für vier Cembali mit Streichorchester von Bach nach Antonio Vivaldi (Concerto a-Moll op. 3/8)).
C. Ph. Emanuel Bach komponierte in Hamburg sein Doppelkonzert für Hammerklavier und Cembalo.
Von Wolfgang Amadeus Mozart gibt es die Doppelkonzerte für Flöte und Harfe KV 299 und für zwei Klaviere KV 365. Auch Antonio Salieri schrieb ein Doppelkonzert für Flöte und Oboe. Im letzten Drittel des 18. Jahrhunderts, etwa bei den Komponisten der Mannheimer Schule oder bei Joseph Haydn, versteckt sich das Doppelkonzert oft hinter der Bezeichnung „Sinfonia concertante“, die eine Mischform von Sinfonie und Konzert darstellt.
Felix Mendelssohn Bartholdy schrieb zwei Doppelkonzerte für zwei Klaviere und eines für Violine, Klavier und Orchester; Doppelkonzerte in späteren Epochen sind seltener, aber bekanntes Beispiel ist das Doppelkonzert für Violine, Cello und Orchester von Johannes Brahms. Von Dmitri Schostakowitsch stammt ein Konzert für Klavier, Trompete und Streichorchester. Im  Jahr 1990 komponierte Adriana Hölszky das Doppelkonzert Lichtflug für Flöte und Violine.
Der Grund des selteneren Erscheinens des Doppelkonzertes in der Romantik ist vor allem in der virtuosen Solistenkultur dieser Epoche zu suchen, also im Zeitalter des Startums.